# Pantostomus mallochi
Pantostomus mallochi är en tvåvingeart som beskrevs av Hesse 1956. Pantostomus mallochi ingår i släktet Pantostomus och familjen svävflugor. Inga underarter finns listade i Catalogue of Life.